# 博愛の里こども園
博愛の里こども園（はくあいのさとこどもえん）は、佐賀県佐賀市川副町大字早津江（旧・佐賀郡川副町）にある私立認定こども園。学校法人川副学園により運営されている。

## 概要
- 所在地 - 佐賀県佐賀市川副町大字早津江560番地1[1]

## 沿革
- 1957年（昭和32年）- 中川副幼稚園設立。
- 1958年（昭和33年）- 大詫間幼稚園設立。
- 2011年（平成23年）1月 - 少子化に伴う園児数の減少により、中川副幼稚園と大詫間幼稚園は合併することが決定。佐賀県庁にて認可申請の交付式。
- 2012年（平成24年）4月 - 中川副幼稚園と大詫間幼稚園との合併。新たに学校法人川副学園の運営による博愛の里幼稚園が設立された。博愛の里幼稚園・保育園の園舎は当面は旧・中川副幼稚園の園舎を使用することとなった。
- 2015年（平成27年）4月 - 認定こども園となり博愛の里こども園と改称。
- 2019年（平成31年）1月 - 新園舎が完成し、現在地に移転。

## 教育方針
- 川副町出身で日本赤十字社を創設した佐野常民先生の博愛の精神を保育の心として、園児の生活環境に即し集団生活を行うことにより、健康にして豊かな心身の発達を図り、自主･自立の芽生えを養うことを目的としている。

## 園周辺
- 地元の中川副小学校や大詫間小学校との交流が盛んである。

## 旧園舎
- 〒840-2202 佐賀県佐賀市川副町大字早津江津320番地
  - 設立から新園舎完成の2018年(平成30年)12月まで旧・中川副幼稚園の園舎を使用していた。現在は、旧園舎と付属施設は、移転、または、取り壊され、更地である。